# Октар
Октар (Оптар; лат. Octarus; умер в 430) — царь гуннов (до 430; совместно со своим братом Руа).

## Биография
Сведения о жизни Октара содержатся в работах двух историков V—VI веков — «Церковной истории» Сократа Схоластика и «Гетике» Иордана. Согласно этим источникам, он был братом трёх членов гуннской царской семьи, Руа, Мундзука и Оэбарса. Предполагается, что их отцом был правитель гуннов Улдин, скончавшийся в 409 или 412 году. Вероятно, после смерти своего возможного родственника царя Харатона Октар и Руа совместно получили власть над гуннами, в то время как их младшие братья были отстранены от управления Гуннской державой. Обстоятельства этого события и дата начала правления братьев неизвестны. Руа владел восточными землями владений гуннов, а Октар — западными. Границей между владениями братьев, вероятно, служили Карпаты.
О правлении Октара известно очень немного. Хроники называют его другом Флавия Аэция и, вероятно, с этим связаны упоминания о гуннских отрядах в составе войск этого римского полководца в 420-х годах. С помощью гуннов Аэций в 427 году освободил римскую провинцию Нарбонская Галлия от вестготов, а в 428 году нанёс поражение франкам. Византийский историк VI века Марцеллин Комит писал о том, что в 427 году римлянам удалось возвратить под свой контроль земли Паннонии, которые, как предполагается, находились под властью Октара, однако современные историки сомневаются в достоверности этого свидетельства.
В это же время гунны вели непрестанные войны с бургундами, проживавшими на правом берегу Рейна в междуречье Майна и Неккара. По сведениям Сократа Схоластика, находившиеся в затруднительном положении бургунды, желая заручиться божественной поддержкой, даже отказались от своих языческих верований и приняли христианство. В 430 году Октар сам возглавил поход против бургундов, но во время одного из ночных пиров внезапно умер от обжорства. Воспользовавшись ситуацией, бургунды напали на войско гуннов, и хотя тех было намного больше, одержали над своими врагами полную победу.
После смерти Октара царь Руа соединил в своих руках всю полноту власти над Гуннской державой, но он умер, так и не сумев отомстить за смерть своего брата. Только в 436 году Рейнское королевство бургундов было уничтожено с согласия Аэция гуннами царя Аттилы. Это событие расценивается историками как возможное воздаяние бургундам за смерть Октара.